# Dodona pura
Dodona pura är en fjärilsart som beskrevs av Hans Fruhstorfer 1904. Dodona pura ingår i släktet Dodona och familjen Riodinidae. Inga underarter finns listade i Catalogue of Life.